# Bandiera del Kenya
La bandiera del Kenya è stata adottata il 12 dicembre 1963 e deriva da quella del KANU (Kenya African National Union), il movimento politico guidato da Jomo Kenyatta che ha condotto la nazione all'indipendenza

## Descrizione
È composta da tre bande orizzontali di colore nero, rosso e verde, separate da due strisce bianche. Il nero e il rosso rappresentano la popolazione africana e il suo sangue, considerato uguale a quello di tutti gli altri uomini; il verde simbolizza la terra e le sue risorse naturali; le strisce bianche, simbolo di pace, vennero aggiunte in occasione dell'indipendenza. Al centro della bandiera è presente uno scudo masai con due lance incrociate, a rappresentare la volontà del popolo di difendere la libertà conquistata dopo il processo di decolonizzazione.

## Bandiere storiche

Bandiera dell'Africa Orientale Britannica (1895-1921)
Bandiera del Kenya britannico (1921-1963)

### Stendardi presidenziali

Stendardo presidenziale di Jomo Kenyatta
Stendardo presidenziale di Daniel Toroitich arap Moi
Stendardo presidenziale di Mwai Kibaki
Stendardo presidenziale di Uhuru Kenyatta
Stendardo presidenziale di William Ruto